# Saint-Jean-de-Beauregard
Saint-Jean-de-Beauregard là một xã ở tỉnh Essonne thuộc vùng Île-de-France miền bắc nước Pháp.
Theo điều tra dân số năm 1999, dân số xã này là 283 người. Ước tính dân số năm 2006 là 275.
Danh xưng cư dân địa phương Saint-Jean-de-Beauregard trong tiếng Pháp là Bellinagardinois.